# Claudius Bombarnac
Claudius Bombarnac (fr. Claudius Bombarnac 1892) – jednotomowa powieść Juliusza Verne’a z cyklu Niezwykłe podróże.
Brak dotychczas polskiego wydania.

## Zarys fabuły
Wiek XX. Reporter Claudius Bombarnac ma zrelacjonować podróż Wielką Koleją Transazjatycką (kursującą z Uzun Ada na wybrzeżu Morza Kaspijskiego do Pekinu). W pociągu podróżują różne osoby. Jedna na gapę. Inna chce pobić rekord szybkości w okrążeniu Ziemi. Są też inni dziwacy. Claudius ma nadzieję, że znajdzie ciekawą osobę, dzięki czemu jego reportaż nie będzie nudny. Do pociągu zostaje dodany wagon strzeżony przez żołnierzy, w którym podobno wiozą ciało ważnego Chińczyka. W rzeczywistości jest to skarb wieziony do Chin. Pociąg przejeżdża przez tereny kontrolowane przez bandytów. Największe jednak niebezpieczeństwo czyha nie od nich.